# Édika
Pour l’article ayant un titre homophone, voir Eddy-K.
Édouard Karali, dit Édika, est un dessinateur et scénariste français de bande dessinée humoristique, né le 17 décembre 1940 à Héliopolis, en Égypte.

## Biographie
Édika a d'abord travaillé dans la publicité en Égypte, puis a déménagé en France où ses premiers dessins sont publiés dans Pilote, Charlie Mensuel et Psikopat, le magazine de son frère Paul dit Carali, également dessinateur.
Il est connu pour ses nombreuses contributions au magazine Fluide glacial.

## Style

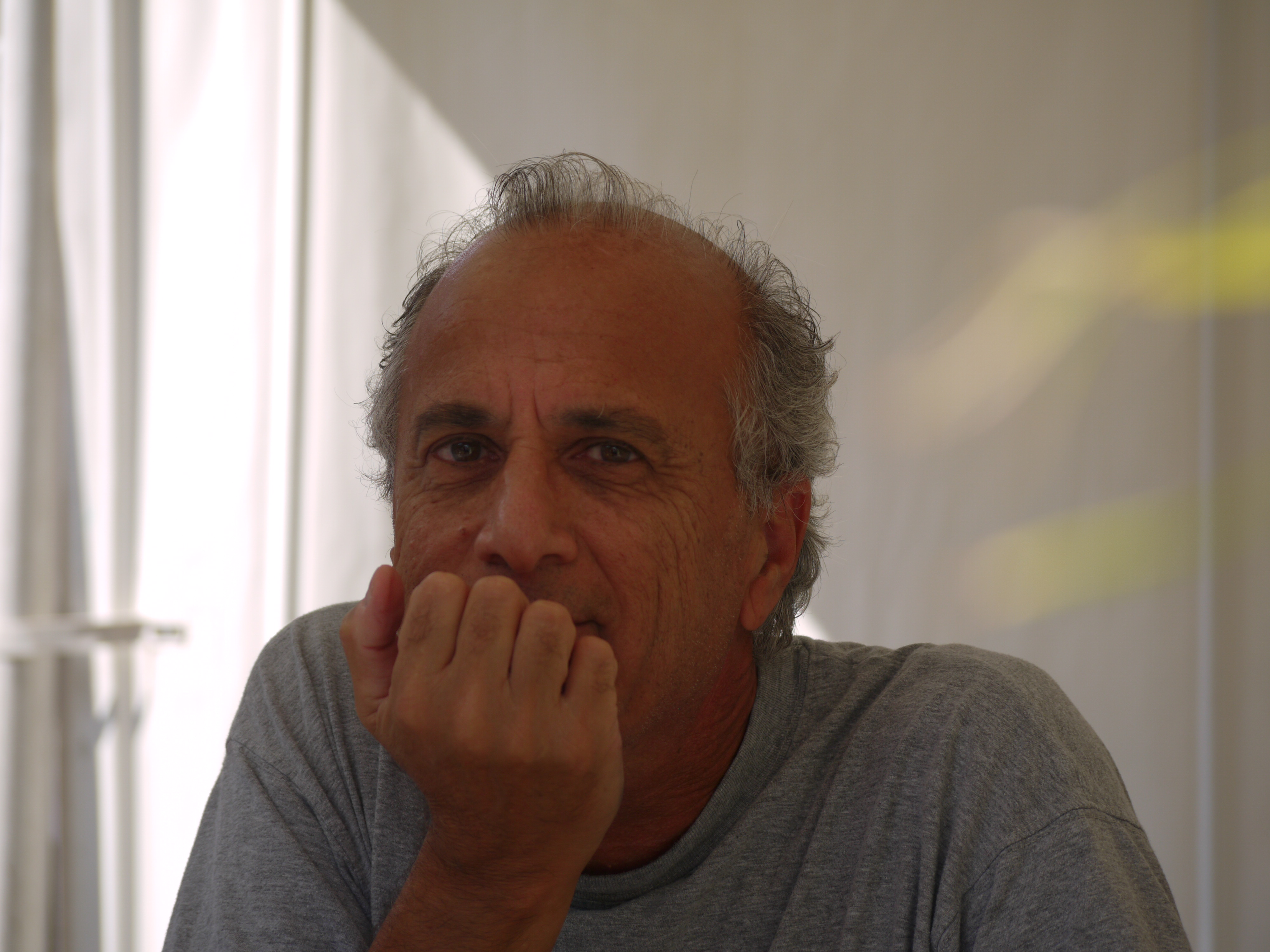
Edika, durant l'édition 2009 du Festival de bande dessinée de Roquebrune-sur-Argens.

Édika se spécialise dans l'humour absurde, avec une bonne dose de scatologie et de sexe (il n'hésite pas à montrer les parties génitales de ses personnages). Ses histoires se caractérisent aussi fréquemment par un scénario apparemment improvisé et par une absence volontaire de chute et des dialogues à rallonge, la supposée incapacité de l’auteur à trouver une chute satisfaisante étant elle-même prétexte à gags.
Édika se met en scène dans ses histoires sous la forme caricaturée de Bronsky Proko et de sa famille (sa femme Olga, son fils Paganini – dit Nini – et sa fille George). Son chat, nommé Clark Gaybeul (en référence à Clark Gable), est un personnage récurrent qui porte des slips de marque « Grande Barque », en référence à la célèbre marque de sous-vêtements Petit Bateau.
Bon nombre d'histoires se déroulent au sein même de la rédaction de Fluide Glacial.

## Personnages récurrents dans ses œuvres

### Bronsky Proko
Bronsky Proko, ou Bronsky est le personnage principal des aventures d'Édika.
Il est marié à Olga et a deux enfants, Georges (une fille) et Paganini, ainsi qu'un chat, Clark Gaybeul.
On peut supposer que Bronsky a la quarantaine, car il est l'autoportrait d'Édika, et a été créé dans Debiloff profondikoum qui est sorti en 1981: Édika avait alors 41 ans.

### Clark Gaybeul
Ce chat de fiction est de couleur verte, il apparaît toujours dans les bandes dessinées d'Édika.
- Il apparaît comme fait la coccinelle de Gotlib dans la Rubrique-à-brac, ou Scrat l'écureuil dans L'Âge de glace.
- Depuis 2008, il a sa propre série.

### Éditions Fluide Glacial
1. Débiloff profondikoum (noir et blanc, 1981, 56 pages)
2. Homo-sapiens connarduss (noir et blanc, 1982, 56 pages)
3. Yeah ! (noir et blanc, 1982, 56 pages)
4. Absurdomanies (noir et blanc, 1983, 56 pages)
5. Sketchup (noir et blanc, 1983, 56 pages)
6. Désirs exacerbés (noir et blanc, 1984, 56 pages)
7. Happy-ends (noir et blanc, 1985, 56 pages)
8. Tshaw ! (noir et blanc, 1985, 56 pages)
9. Knock out ! (noir et blanc, 1986, 56 pages)
10. Concertos pour omoplates (noir et blanc, 1987, 56 pages)
11. Orteils coincés (noir et blanc, 1988, 56 pages)
12. Bluk-bluk zogotounga (noir et blanc, 1988, 56 pages)
13. Pyjama blouze (noir et blanc, 1989, 56 pages)
14. Bi-bop euh… loula (noir et blanc, 1990, 56 pages)
15. Splatch ! (noir et blanc, 1990, 56 pages)
16. Relax max (noir et blanc, 1991, 56 pages)
17. Big noz (noir et blanc, 1992, 56 pages)
18. Melon bago (noir et blanc, 1993, 56 pages)
19. Destins yaourt (noir et blanc, 1994, 56 pages)
20. Ploucs show (noir et blanc, 1995, 56 pages)
21. Pom-pom pidou-waah (noir et blanc, 1996, 56 pages)
22. Mission Bizou (noir et blanc, 1997, 56 pages)
23. La double vie de Clark Gaybeul (noir et blanc, 1998, 56 pages)[2]
24. Crobards ine love (noir et blanc, 1999, 56 pages)
25. Beuaaark (noir et blanc, 2000, 56 pages)
26. Ça swing (noir et blanc, 2001, 56 pages)
27. Peurs bleues (noir et blanc, 2002, 56 pages)
28. Aïe woze djoking (couleur, 2003, 48 pages)
29. Bye-bye tango (couleur, 2004, 48 pages)
30. Abru Cadabru (couleur, 2005, 48 pages)
31. Hardluck (couleur, 2006, 48 pages)
32. Imprévus au menu (couleur, 2007, 48 pages)
33. Clark Gaybeul, Tome 1 : Petites lâchetés (couleur, 2008, 48 pages)
34. Héroïques loosers (couleur, 2011, 48 pages)
35. Histoires obliques (couleur, 2013, 64 pages)
36. Mezzé Falafel (couleur / noir et blanc, 2015, 48 pages)
37. Pas d'panique ! (couleur / noir et blanc, 2018, 64 pages)

### Autres participations
- Illustrations de Les étrangers sont nuls, de Pierre Desproges.
- Illustrations de Bioutifoul Weurld, d'Olivier Ka.
- Illustrations de Le livre du fric comment s'en faire sans s'en faire, de Roderick Masters, aux éditions du Cygne (noir et blanc, 1983, 151 pages).
- Illustration de la pochette du split LP Kromozom4 / Heimatlos, face Kromozom4 (Jungle Hop records).

- Ougl, aux éditions du Zébu (noir et blanc, 1995, 48 pages).
- Balouza, aux éditions du Zébu (noir et blanc, 1995, 48 pages).
- T'as d'hauts yeux tu sais, aux éditions Psikopat (noir et blanc, 2002, 48 pages).